# Humococcus caritus
Humococcus caritus är en insektsart som beskrevs av Mckenzie 1960. Humococcus caritus ingår i släktet Humococcus och familjen ullsköldlöss. Inga underarter finns listade i Catalogue of Life.